# TRS-80 Color Computer
TRS-80 Color Computer, również Tandy Color Computer – seria ośmiobitowych komputerów osobistych stworzona i sprzedawana przez Tandy Corporation w latach 80. XX wieku. Pierwszy model został wprowadzony do sprzedaży w 1980 roku, a produkcję zakończono w 1991 modelem Color Computer 3. Wbrew nazwie, nie był kompatybilny z komputerem TRS-80.

## Historia
W latach 80. XX wieku Tandy Corporation posiadała dużą sieć sprzedaży elektroniki RadioShack. W roku 1978 wprowadziła do sprzedaży jeden z pierwszych komputerów osobistych TRS-80 (obok Apple II i Commodore PET). Sukces tego komputera skłonił firmę do opracowania nowych konstrukcji, co zaowocowało wprowadzeniem do sprzedaży modeli kompatybilnych z TRS–80, jak i zupełnie różnych. Firma zaczęła dodawać TRS–80 do nazwy komputerów zupełnie niezwiązanych z pierwszym modelem.
W roku 1980 Tandy w kooperacji z firmą Motorola stworzyła terminal komunikacyjny dla amerykańskich farmerów Green Thumb. Po sukcesie tego projektu, Tandy postanowiło stworzyć urządzenie dla szerszego kręgu odbiorców. Był to TRS–80 VIDEOTEXT, który zaprezentowano 27 maja 1980 roku. W tym przypadku również użyto tych samych komponentów co w Green Thumb: procesora Motorola 6809E i układu graficznego Motorola 6847 VDG i modemu 300 baud. Zamiast 14 klawiszowej klawiatury, którą posiadał Green Thumb, wstawiono pełnowymiarową klawiaturę QWERTY. Urządzenie było przeznaczone do przeglądania danych pobieranych przy pomocy modemu z serwisów online na podłączonym telewizorze.
Tandy Corporation sprzedała 200000 egzemplarzy TRS–80 Model I w roku 1980, czyniąc go tym samym najlepiej sprzedającym się komputerem osobistym w USA. Dla kierownictwa Tandy stawało się jednak jasne, że w związku z rosnącym zainteresowaniem grami należy zaoferować odpowiedni produkt, w szczególności posiadający kolorową grafikę i dźwięk. Zdecydowano, że zamiast dodawać te funkcje do istniejącego TRS–80, stworzony zostanie nowy model. Powstał on przy współpracy z Motorolą, wykorzystując te same komponenty co w VIDEOTEXT i Green Thumb, a nie Zilog Z80 wykorzystywane w TRS–80 Model I.
W roku 1980 zaczęły pojawiać się w prasie pierwsze informacje, że Tandy pracuje nad następcą TRS–80 Model I „TRS–90” lub „TRS–80/COLOR”. Oficjalne nowy komputer zaprezentowano na konferencji prasowej 31 lipca 1980 roku. Tandy pokazało wtedy trzy nowe komputery: TRS–80 Model III – następcę TRS-80 Model I, TRS–80 Pocket Computer – kieszonkowy komputer wielkości kalkulatora i TRS–80 Color Computer.
Komputer był dostępny w sprzedaży od września 1980 w dwóch wariantach. Pierwszy z pamięcią 4 KiB za 399 USD z możliwością rozszerzenia do 16 KiB za 119 USD i aktualizacją do Extended BASIC za 99 USD. Drugi model z 16 KiB za 599 USD z już wbudowanym Extended BASIC. Cena komputera była atrakcyjna w porównaniu do konkurencji: 16K Apple II+ kosztował 1195 USD, 16K TI/99 –549,95 USD, 4K Atari 400 – 1150 USD; jedynie Commodore VIC–20 był tańszy i kosztował 299,95 USD.
Do komputera można było dokupić urządzenia peryferyjne:
- kolorowy monitor 13″ – 399 USD
- drukarka (32 znaki w linii na papierze pokrytym aluminium) – 219 USD
- magnetofon – 59,95 USB
- modem 300 baud – 199 USD
- analogowy joystick – 24,95 USD

W roku 1983 do sprzedaży trafił następca Color Computer 2. Był kompatybilny z poprzednikiem z małymi wyjątkami. Dostępny w wersji 16 KiB i 64 KiB.
30 czerwca 1986 roku Tandy zaprezentowało Color Computer 3 w cenie 219,95 USD. Wyposażony w 128 KiB RAM był kompatybilny programowo i sprzętowo z poprzednimi modelami. Produkcja tego modelu trwała do 1991 roku i był to ostatni model z serii.

## Specyfikacja techniczna

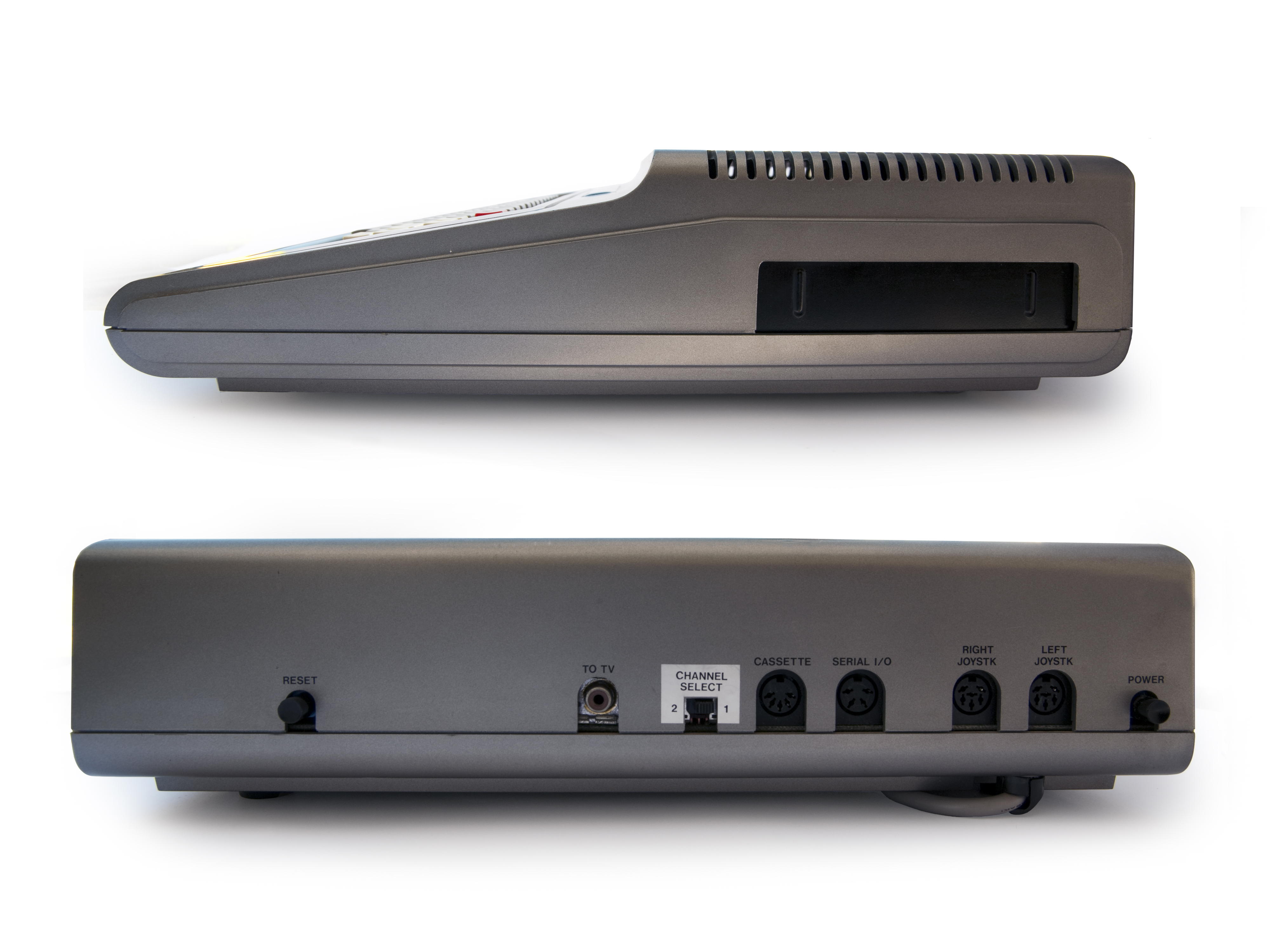
Porty TRS–80 Color Computer 1

### Color Computer 1 (1980–1983)

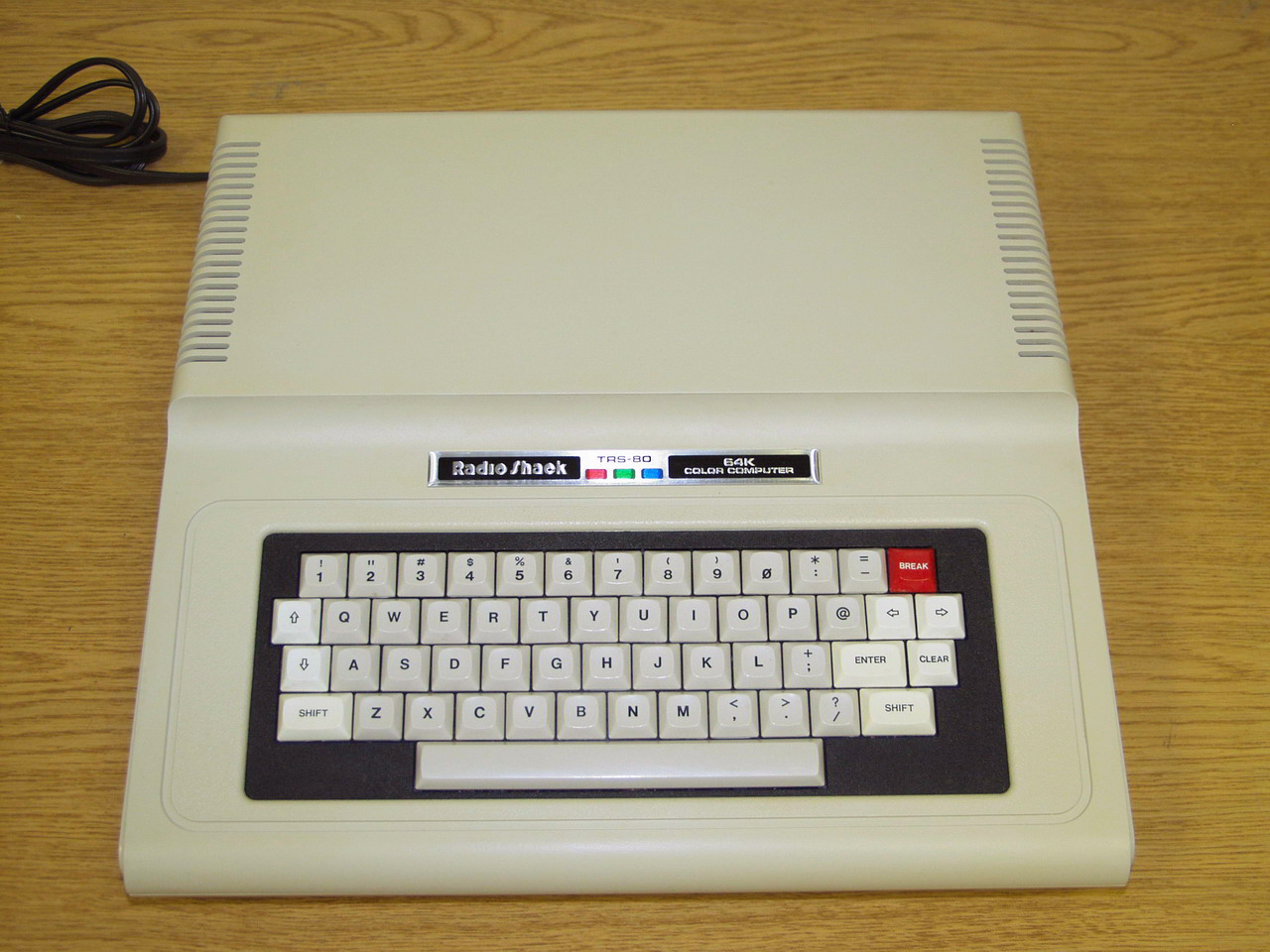
Color Computer 1 w białej obudowie z klawiaturą używaną również w Color Computer 2.

Zbudowany w oparciu o zestaw układów scalonych produkowanych przez przedsiębiorstwo Motorola. Procesor MC6809E, układ graficzny MC6847 i synchroniczny multiplekser adresów MC6883. Początkowo dostępne dwie wersje z 4 lub 32 KiB RAM. Wersja 4 KiB RAM dostarczana była z Color BASIC, natomiast wersja 32 KiB RAM z Extended Color BASIC. Był on licencjonowany od Microsoft. Tandy oferowało opcję rozbudowy do 32 KiB i Extended Color BASIC dla wersji 4 KiB. W późniejszym czasie dostępne były tylko wersje z 16 i 64 KiB RAM.
Wyposażony w kiepskiej jakości klawiaturę podobną do tych stosowanych w kalkulatorach, możliwe było zastosowanie nakładek z opisem dodatkowych funkcji. W egzemplarzach z końca produkcji zastosowano inną klawiaturę z większymi klawiszami.
Układ graficzny MC6847 mógł generować kolorowy obraz (dostępna paleta 9 kolorów) w kilku trybach. Niektóre z nich:
- 256×192 monochromatyczny
- 192×192 4 kolory
- Tryb tekstowy 32×16 znaków (znaki w matrycy 8×12 pikseli)
- Semigrafika 64×32 pikseli, 8 kolorów

Zestaw znaków nie zawierał małych liter. W ich miejsce wyświetlane były duże litery w negatywie.
Komputer potrafił generować jednokanałowy dźwięk.
Z lewej strony obudowy znajdowało się gniazdo kartridża. Z tyłu znajdował się przycisk reset, wyjście do podłączenia telewizora, przełącznik kanałów TV, gniazdo do podłączenia magnetofonu, port szeregowy, dwa porty dżojstików i włącznik zasilania.
Do komputera można było podłączyć urządzenia zewnętrzne takie jak: magnetofon, drukarka, stacja dysków 5¼″.

### Color Computer 2 (1983–1986)

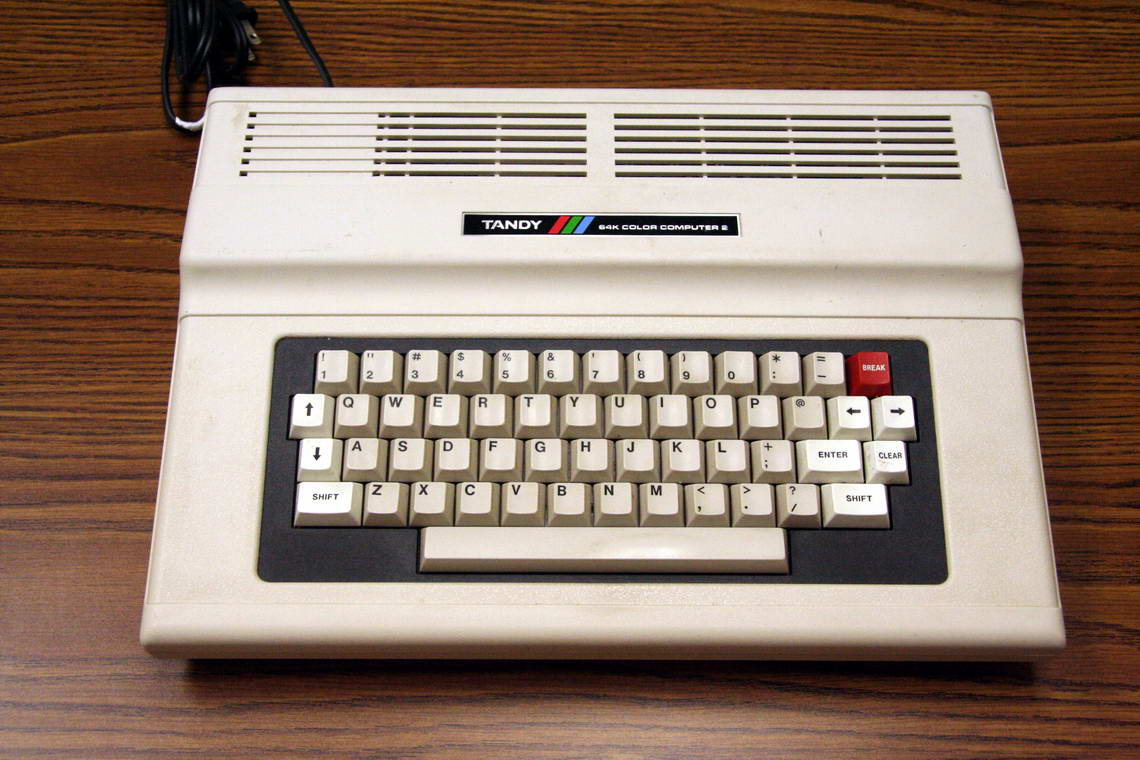
Finalna wersja Color Computer 2 z pełnowymiarową klawiaturą i 64 KiB RAM.

Sprzedawany w wersjach 16 i 64 KiB. Płyta główna została przeprojektowana, co wraz z nowymi zintegrowanymi układami scalonymi pozwoliło na jej fizyczne zmniejszenie. Obudowa została skrócona o ¼. Nowy zasilacz nie dostarczał już napięcia 12V, co spowodowało problemy z kompatybilnością urządzeń peryferyjnych, m.in. kontrolera dysków.
Zaktualizowano BASIC usuwając błędy i nieco rozszerzając jego możliwości. Komputer wyposażony był w klawiaturę znaną z końcowej serii Color Computer 1, w późniejszych modelach zastąpiono ją lepszą z pełnowymiarowymi klawiszami.
W ostatnich modelach produkcyjnych zastosowano układ graficzny MC6847T1, który umożliwiał wyświetlanie małych liter i zmianę koloru ramki obrazu.
Początkowo na obudowie znajdował się napis Radio Shack TRS-80 Color Computer 2 który zmieniono w trakcie produkcji na Tandy Color Computer 2.

### Color Computer 3 (1986–1991)
Wyposażony w 128 KiB RAM z możliwością rozszerzenia do 512 KiB. Zmieniono układ klawiszy, dodano klawisze Ctrl, Alt, F1 i F2.
Zastosowano nowy zintegrowany układ GIME (Graphics Interrupt Memory Enhancement), który dodawał funkcje:
- zintegrowany sygnał wideo
- stronicowanie pamięci (procesor 6809 może zaadresować bezpośrednio 64 KiB)
- tryby tekstowe 32, 40, 64, 80 znaków i od 16 do 24 linii tekstu
- tryby graficzne 160, 256, 320, 640 pikseli w poziomie i od 192 do 225 pikseli w pionie
- równocześnie 16 kolorów z palety 64